# Purson

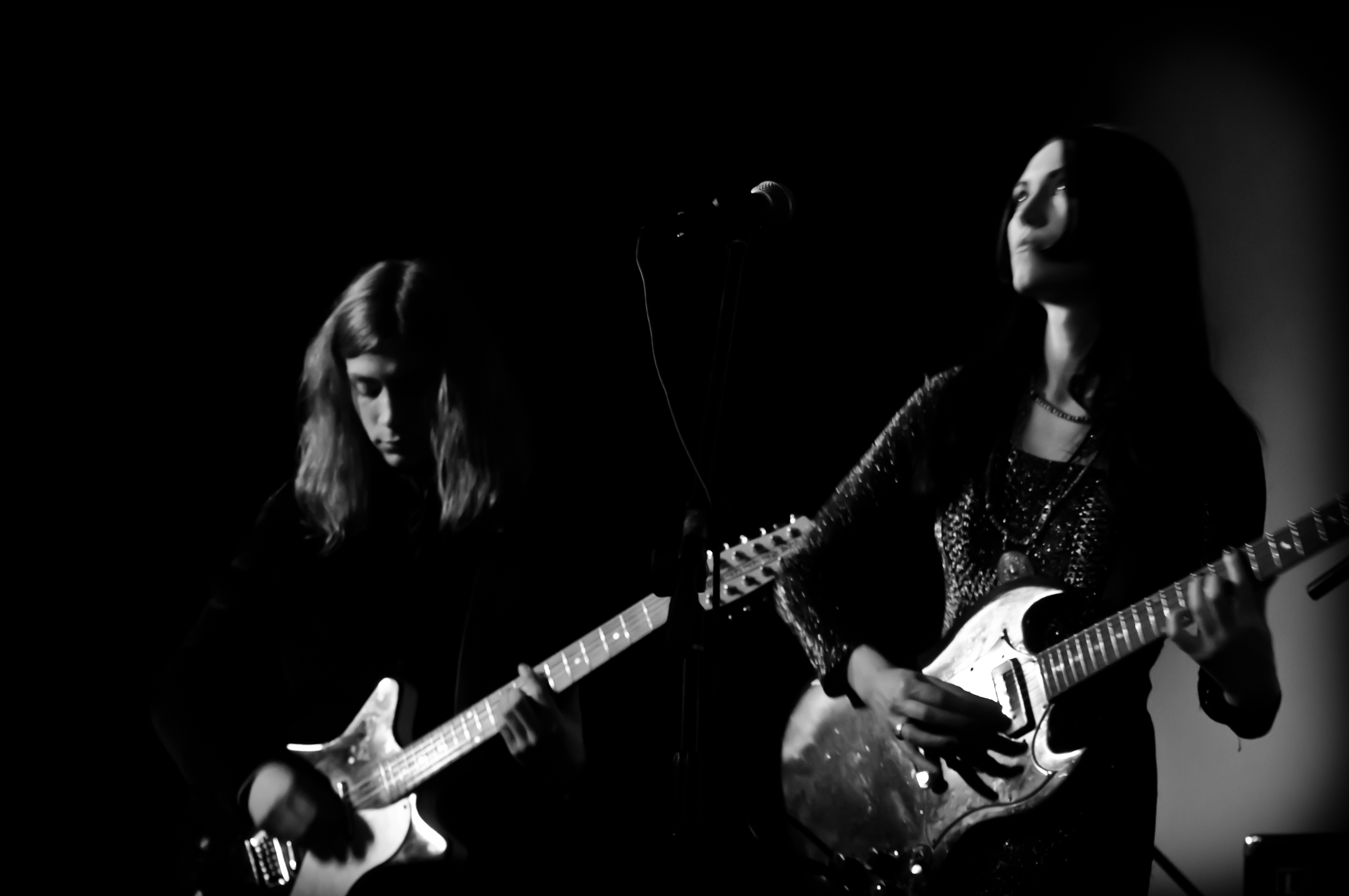
Purson mit George Hudson und Rosalie Cunningham, 2012

Purson war eine britische Rockband aus Southend-on-Sea, deren Musik sich dem Genre des Psychedelic Rock und Stoner Rock zuordnen ließ.

## Beschreibung
Die Band wurde 2011 von der Singer-Songwriterin Rosalie Cunningham (Frontfrau, Leadgitarre, Gesang) gegründet. Weitere Mitglieder waren George Hudson (Gitarre), Samuel Shove (Keyboard, Piano, Mellotron), Barnaby Maddick (Bass) und Jack Hobbs (Schlagzeug). Die Musik von Purson weist Elemente des 70er Jahre Progressive und Hard Rock auf. Teilweise wird die Musik als „berauschendes, magisches Gebräu“ bezeichnet, dass an „Deep Purple, The Doors, Jefferson Airplane ...“ erinnere. Kritikern zufolge wirkt das Debütalbum The Circle & The Blue Door vom Stil her, als ob es im Jahr 1971 aufgenommen worden sei.

## Bandgeschichte
Rosalie Cunningham gründete im Jahr 2007 als 16-Jährige die psychedelische Rockband Ipso Facto als Frauen-Quartett. Nach der Auflösung der Band 2009 beteiligte sich Cunningham an anderen Musikprojekten und gründete 2011 Purson. Die Band hatte 2012 ihr Debüt beim Roadburn Festival in den Niederlanden. Die erste Single Rocking Horse erschien am 1. März 2012. Das Debütalbum mit dem Titel The Circle and the Blue Door wurde am 29. April 2013 veröffentlicht. Die Band wurde bei einer Leserumfrage des britischen Musikmagazins Terrorizer 2013 zur besten neuen Band gewählt, ebenso das Debütalbum als bestes Album des Jahres 2013. Das Musikmagazin Metal Hammer listete das Debütalbum The Circle and the Blue Door auf Platz 15 der besten 50 Alben des Jahres 2013. Im April 2017 gab Rosalie Cunningham die Auflösung der Band bekannt, nachdem Purson den Abschiedssong Chocolate Money veröffentlicht hatte.

## Bandname

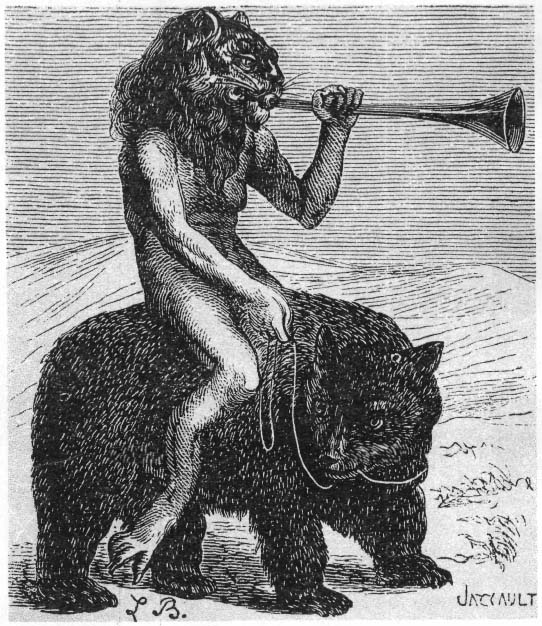
Darstellung des Purson in der Ars Goetia

Der Bandname entstammt der Dämonologie, wonach Purson einer der Könige der Hölle ist. Die Figur wird in dem aus dem 17. Jahrhundert stammenden Zauberbuch Ars Goetia genannt.

## Diskografie
Alben
- The Circle and the Blue Door (Rise Above/Metal Blade), April 2013
- Desire's Magic Theatre (Spinefarm Records), April 2016

Singles
- Rocking Horse / Twos and Ones (Rise Above), März 2012
- Leaning on a Bear / Let Bloom (Rise Above), Februar 2013
- The Contract / Blueprints of the Dream (Rise Above), September 2013
- Electric Landlady (Spinefarm), September 2015